# Nermin Jamak
Nermin Jamak (Sarajevo, 25 agosto 1986) è un ex calciatore bosniaco, di ruolo centrocampista.

## Carriera
In carriera ha giocato 14 partite nei turni preliminari delle coppe europee, di cui 4 per la Champions League e 10 per l'Europa League.

## Palmarès

### Club

#### Competizioni nazionali
- Coppa di Bosnia ed Erzegovina: 2

Željezničar: 2010-2011, 2011-2012
- Campionato bosniaco: 4

Željezničar: 2011-2012, 2012-2013
Zrinjski Mostar: 2016-2017, 2017-2018